# Старички рејон
Старички рејон (рус. Старицкий район) административно-територијална је јединица другог нивоа и општински рејон у у централном и јужном делу Тверске области, на северозападу европског дела Руске Федерације.
Административни центар рејона је град Старица. Према проценама националне статистичке службе Русије за 2014. на територији рејона је живело 23.616 становника или у просеку око 7,78 ст/км².

## Географија
Старички рејон смештен је у централним и јужним деловима Тверске области и обухвата територију површине од 3.035 км², што чини око 3,6% обласне територије. Веома је издужен у смеру северозапад-југоисток. Граничи се са Калињинским рејоном на истоку, на северу су Торжочки и Кувшиновски, а на северозападу Селижаровски рејон. На западу граничи са територијом Ржевског рејона , док је на југу Зупцовски рејон. На југоистоку је узак гранични појас према Московској области.
Старички рејон се налази у горњем делу тока реке Волге који се локално назива и Ржевско-Старичким Поволжјем. Волга пресеца рејонску територију готово по средини и на том подручју тече у правцу југ-север. У географском смислу рејон лежи на источним деловима Валдајског побрђа.

## Историја
Старички рејон успостављен је 1929. године као административна јединица тадашње Западне области (са седиштем у Смоленску) Руске СФСР. У саставу Калињинске (данас Тверске) области је од њеног оснивања 1935. године.

## Демографија и административна подела
Према подацима пописа становништва из 2010. на територији рејона су живела укупно 24.056 становника, док је према процени из 2014. ту живело 23.616 становника, или у просеку 7,78 ст/км².
| 1959. | 1970. | 1979. | 1989.  | 2002.  | 2010.  | 2014.   |
| ----- | ----- | ----- | ------ | ------ | ------ | ------- |
| ---   | ---   | ---   | 28.764 | 25.765 | 24.056 | 23.616* |

Напомена: * Према процени националне статистичке службе
На подручју рејона постоји укупно 417 насељених места подељених на укупно 9 општина (8 сеоских и 1 урбана општина). Статус градског насеља има град Старица који је уједно и административни центар рејона (смештен у готово географском центру рејона). У административном центру живи око 40% укупне рејонске популације.

## Саобраћај
Преко територије рејона пролази железничка магистрала на релацији Санкт Петербург—Ржев, те магистрални друмски правац А112 Твер—Ржев.